# جورج كالدويل تايلور
جورج كالدويل تايلور (بالإنجليزية: George Caldwell Taylor)‏ هو محامي وقاضي أمريكي، ولد في 29 مايو 1885، وتوفي في 19 ديسمبر 1952.